# Eurepa centurio
Eurepa centurio är en insektsart som först beskrevs av Brunner von Wattenwyl 1898.  Eurepa centurio ingår i släktet Eurepa och familjen syrsor. Inga underarter finns listade i Catalogue of Life.